# Enrico Raspe
Enrico Raspe (1202 circa – Wartburg, 16 febbraio 1247) è stato un nobile tedesco, langravio di Turingia e anti-re tra il 1246 e il 1247, opposto a Federico II e a suo figlio Corrado.

## Biografia
Enrico Raspe era figlio terzogenito di Ermanno I di Turingia e della sua seconda moglie Sofia, figlia del duca Ottone I di Baviera. Apparteneva dunque alla dinastia Ludovingia.
Nel 1231 Enrico successe sul trono di Turingia a suo fratello Ludovico, morto nel 1227 mentre si recava in Terrasanta. I rapporti con la vedova del fratello, Elisabetta di Turingia (futura santa Elisabetta d'Ungheria), furono piuttosto tesi. Dicerie successive gli attribuirono la cacciata di Elisabetta dalla corte della Turingia, ma è più probabile che Elisabetta si sia allontanata volontariamente, perché la permanenza nella corte non le consentiva di seguire lo stile di vita ascetico che si era proposta.
Enrico governò inizialmente come reggente, in attesa della maggiore età del figlio minorenne di Ludovico ed Elisabetta, Ermanno, che nel 1231 aveva sette anni, e che morì, inaspettatamente, nel 1241. Una certa storiografia successiva ha prospettato il coinvolgimento di Enrico nell'avvelenamento del nipote, ma di ciò non risulta alcuna traccia nelle fonti contemporanee.
Nel 1241 Enrico partecipò alle campagne militari contro i mongoli, che allora minacciavano l'Europa orientale.
Nel 1242 l'imperatore Federico II lo nominò governatore imperiale per il figlio Corrado, succedendo nel compito l'arcivescovo di Magonza Sigfrido III; nel compito fu aiutato da Venceslao I di Boemia.

### Anti-re
Nel 1245 la disputa tra il papa Innocenzo IV e Federico II sfociò nel pronunciamento con il quale il papa dichiarava deposto l'imperatore e, assieme ad altri congiurati, aveva attentato alla sua vita. Enrico, creduto che ormai  l'imperatore sarebbe a breve morto, abbandonò allora Federico, in quel momento in Campania a combattere i congiurati (ormai il complotto era stato scoperto e fermato), e il 22 maggio 1246 fu eletto re dei Romani da parte di una minoranza dei principi tedeschi a Veitshöchheim, nei pressi di Würzburg, e con l'appoggio determinante dell'arcivescovo di Colonia Corrado di Hochstaden e dell'arcivescovo di Magonza Sigfrido III di Eppstein. Questa sua nomina lo poneva in diretto contrasto con Corrado IV di Svevia che, nel 1237, era stato eletto re dei Romani, mentre il padre era ancora in vita (l'elezione di Corrado, peraltro, non era mai stata riconosciuta dal papa). A causa delle circostanze della sua elezione, in cui non era presente neanche un solo principe laico, e per la sua conseguente fedeltà a Roma, gli venne attribuito il nomignolo di rex clericorum. Enrico, nella cui elezione parteciparono pochi principi ecclesiastici, non fu mai consacrato o incoronato, ma ricevette dal papa venticinque mila marchi d'argento, che poterono accrescere il numero, inizialmente esiguo, di sostenitori.
La validità della sua elezione a re restò controversa, perché Corrado si rifiutò di rinunciare al proprio titolo. Il 5 agosto 1246, nella battaglia sul Nidda (soprannominata "la battaglia dei re"), nei pressi di Francoforte, Enrico sconfisse il suo antico pupillo grazie alla defezione, poco prima della battaglia, di due terzi dell'esercito degli Staufen ad opera di alcuni maggiorenti di Svevia, blanditi dal papa con la promessa del ducato di Svevia e seimila marche d'argento. Enrico mandò una lettera a Milano annunciando la sua vittoria, quindi convocò due diete a Francoforte e Norimberga. Ma l'opposizione crescente al suo governo (ben pochi riconobbero la sovranità di Enrico, nonostante la vittoria) lo costrinse a tornare a combattere contro gli Hohenstaufen e nell'inverno 1247 assediò Ulma e Reutlingen. Inoltre, il matrimonio tra Corrado ed Elisabetta di Baviera, che pose fine alle tensioni tra la corte imperiale e il ducato di Baviera, e la morte del duca d'Austria Federico II, il cui ducato fu retto da amministrazione diretta imperiale, sbarrò la strada per l'Italia ad Enrico. Ferito in una scaramuccia nei pressi di Reutlingen, Enrico abbandonò all'improvviso i suoi progetti bellici e fece ritorno al suo castello in Turingia dove morì.

## Matrimoni e successione
Enrico si sposò tre volte:
- nel 1228 con Elisabetta di Brandeburgo (1206/10 - 1231), figlia del margravio Alberto II di Brandeburgo;
- nel 1238 con Gertrude di Babenberg (1210/15 - 1240/41), figlia del duca Leopoldo VI di Babenberg e di Teodora Angelina;
- nel 1241 con Beatrice di Brabante (1225 - 1288), figlia di Enrico II, duca di Brabante (1207 – 1248); Maria, la madre di Beatrice, era figlia di Filippo di Svevia, della dinastia degli Hohenstaufen.

Enrico Raspe non ebbe figli e con la sua morte si estinse la linea maschile dei Ludovingi. Alla sua morte scoppiò una guerra di successione che si concluse con la divisione dei suoi possedimenti: l'Assia andò a Enrico I d'Assia, figlio della nipote di Enrico Raspe, Sofia di Brabante, figlia di Ludovico IV di Turingia e moglie del duca Enrico II di Brabante, mentre la Turingia andò a Enrico III di Meißen.

## Ascendenza
|                          |                          |                                  | Genitori                                        |  |  | Nonni |  |  | Bisnonni               |  |  | Trisnonni          |  |
|                          |                          |                                  |                                                 |  |  |       |  |  | Ludovico I di Turingia |  |  | Luigi il Saltatore |  |
|                          |                          |                                  |                                                 |  |  |       |  |  | Ludovico I di Turingia |  |  | Luigi il Saltatore |  |
|                          |                          | Adelaide di Stade                |                                                 |  |  |       |  |  | Ludovico I di Turingia |  |  |                    |  |
| Ludovico II di Turingia  |                          |                                  |                                                 |  |  |       |  |  | Ludovico I di Turingia |  |  |                    |  |
|                          |                          | Edvige di Gudensberg             | Giso IV, conte di Gudensberg                    |  |  |       |  |  |                        |  |  |                    |  |
|                          |                          | Edvige di Gudensberg             | Giso IV, conte di Gudensberg                    |  |  |       |  |  |                        |  |  |                    |  |
|                          |                          | Edvige di Gudensberg             | Cunegonda di Bilstein                           |  |  |       |  |  |                        |  |  |                    |  |
| Ermanno I di Turingia    |                          | Edvige di Gudensberg             |                                                 |  |  |       |  |  |                        |  |  |                    |  |
|                          |                          | Federico II di Svevia            | Federico I di Svevia                            |  |  |       |  |  |                        |  |  |                    |  |
|                          |                          | Federico II di Svevia            | Federico I di Svevia                            |  |  |       |  |  |                        |  |  |                    |  |
|                          |                          | Federico II di Svevia            | Agnese di Waiblingen                            |  |  |       |  |  |                        |  |  |                    |  |
| Giuditta di Hohenstaufen |                          | Federico II di Svevia            |                                                 |  |  |       |  |  |                        |  |  |                    |  |
|                          |                          | Agnese di Saarbrücken            | Federico di Saarbrücken                         |  |  |       |  |  |                        |  |  |                    |  |
|                          |                          | Agnese di Saarbrücken            | Federico di Saarbrücken                         |  |  |       |  |  |                        |  |  |                    |  |
|                          |                          | Agnese di Saarbrücken            | Gisela di Lorena                                |  |  |       |  |  |                        |  |  |                    |  |
| Enrico Raspe             |                          | Agnese di Saarbrücken            |                                                 |  |  |       |  |  |                        |  |  |                    |  |
|                          | Ottone IV di Wittelsbach | Eccardo I di Scheyern            |                                                 |  |  |       |  |  |                        |  |  |                    |  |
|                          | Ottone IV di Wittelsbach | Eccardo I di Scheyern            |                                                 |  |  |       |  |  |                        |  |  |                    |  |
|                          | Ottone IV di Wittelsbach | …                                |                                                 |  |  |       |  |  |                        |  |  |                    |  |
| Ottone I di Baviera      | Ottone IV di Wittelsbach |                                  |                                                 |  |  |       |  |  |                        |  |  |                    |  |
|                          |                          | Heilika di Pettendorf-Lengenfeld | Federico III di Pettendorf-Lengenfeld-Hopfenohe |  |  |       |  |  |                        |  |  |                    |  |
|                          |                          | Heilika di Pettendorf-Lengenfeld | Federico III di Pettendorf-Lengenfeld-Hopfenohe |  |  |       |  |  |                        |  |  |                    |  |
|                          |                          | Heilika di Pettendorf-Lengenfeld | …                                               |  |  |       |  |  |                        |  |  |                    |  |
| Sofia di Wittelsbach     |                          | Heilika di Pettendorf-Lengenfeld |                                                 |  |  |       |  |  |                        |  |  |                    |  |
|                          |                          | Luigi I di Loon                  | …                                               |  |  |       |  |  |                        |  |  |                    |  |
|                          |                          | Luigi I di Loon                  | …                                               |  |  |       |  |  |                        |  |  |                    |  |
|                          |                          | Luigi I di Loon                  | …                                               |  |  |       |  |  |                        |  |  |                    |  |
| Agnese di Loon           |                          | Luigi I di Loon                  |                                                 |  |  |       |  |  |                        |  |  |                    |  |
|                          |                          | Agnese di Metz                   | …                                               |  |  |       |  |  |                        |  |  |                    |  |
|                          |                          | Agnese di Metz                   | …                                               |  |  |       |  |  |                        |  |  |                    |  |
|                          |                          | Agnese di Metz                   | …                                               |  |  |       |  |  |                        |  |  |                    |  |
|                          |                          | Agnese di Metz                   |                                                 |  |  |       |  |  |                        |  |  |                    |  |